# 1. FC Magdeburg
1. FC Magdeburg e. V. é uma agremiação esportiva alemã, fundada em 1965, e sediada em Magdeburgo, na Saxônia-Anhalt. Atualmente joga a 2. Bundesliga, a segunda divisão da Alemanha. O time tem como torcida organizada o "Block U", um dos mais fanáticos grupos Ultra em toda a Alemanha. Seu maior titulo foi conquistar a Recopa Europeia da UEFA em 1974, sendo o único clube da antiga Alemanha Oriental a vencer um título europeu.

## História
O futebol tem sido jogado em Magdeburgo, desde o final do século XIX. Em 15 de junho de 1896 foi criado o SV Victoria 96 Magdeburg, um clube que teve sua melhor fase antes da Segunda Guerra Mundial, quando participou nas finais do campeonato alemão em várias ocasiões. Mais tarde, o clube participou da Gauliga Mitte. Após a Segunda Guerra Mundial, todos as instituições esportivas da zona de ocupação soviética foram dissolvidas e um número de clubes menores foram criados. 
Em 1945, os jogadores dos clubes desativados Magdeburger SC Prússia 1899 e Cricket Viktoria Magdeburg formaram o Sportgruppe (SG) Sudenburg. Este e o SG Lemsdorf se juntaram e criaram o BSG Eintracht Sudenburg, que por sua vez se fundiu ao SAG Krupp Gruson em 1950. No ano seguinte, o clube foi renomeado BSG Stahl Magdeburg, e depois, em 1952, tornou-se BSG Motor Mitte Magdeburg em 1952. Em 1957, o departamento de futebol do Motor Mitte foi transferido para o SC Aufbau Magdeburg, uma decisão política com o objetivo de atingir padrões mais elevados de desempenho. Em 1965, o departamento de futebol foi alijado do SC Aufbau e um novo time de futebol foi criado, o 1. FC Magdeburg. A medida foi parte de um plano político geral da então Alemanha Oriental de alcançar padrões mais elevados no esporte. O 1. FC Magdeburg é, portanto, o mais antigo dos clubes de futebol criados neste período.

Antecessores

O SC Aufbau foi promovido ao primeiro nível do futebol alemão da Alemanha Oriental em 1959. No início da década de 1960, o time se situava na parte inferior da DDR-Oberliga, mas em 1964, obteve seu primeiro grande sucesso com uma vitória surpreendente na FDGB-Pokal. Na final em Dessau, o time começou perdendo por 2 a 0 e virou a partida, batendo o SC Leipzig por 3 a 2. A vitória significou a primeira aparição internacional de um time da cidade. O SC Aufbau conseguiu segurar o Galatasaray em um empate, o jogo decisivo em Viena terminou em 1 a 1, bem como as partidas em casa e fora, mas foi eliminado por conta de um sorteio. Há relatos de que a primeira moeda caiu em pé no chão lamacento e que apenas o segundo sorteio trouxe uma decisão.
O SC Aufbau terminou no meio da tabela novamente na temporada 1964-65 e conseguiu defender seu título da Copa como a primeira equipe no leste alemão, batendo o FC Carl Zeiss Jena por 2 a 1 na final, em Berlim. No entanto, na temporada 1965-66, o clube terminou em último na tabela e foi rebaixado para a segunda divisão, a DDR-Liga. No entanto, na Taça dos Clubes Vencedores de Taças, o time conseguiu chegar às quartas de final, mas declinou diante do West Ham United, o qual apresentava estrelas como Bobby Moore e Geoffrey Hurst.
Com seu novo gerente de Heinz Krugel, o Magdeburg foi imediatamente promovido e terminou em terceiro em 1968 e 1969. Com a sua terceira vitória da FDGB-Pokal, em 1969, se estabelecera entre as melhores equipes do leste alemão.
Durante os anos 1970, a DDR-Oberliga foi maioritariamente dominada por duas equipes, 1. FC Magdeburg e Dynamo Dresden. Uma das figuras por trás do sucesso em Magdeburg era Heinz Krugel, gerente. Sob seu reinado, o Magdeburg produziu nove talentos internacionais da seleção da Alemanha Oriental entre 1969 e 1974, sendo que quatro fizeram parte da equipe que competiu na Copa do Mundo de 1974. A idade de ouro do Magdeburg começou em 1972, quando o clube venceu o campeonato da Alemanha Oriental com o mais novo esquadrão da história. A equipe obteve um público recorde na temporada, uma média de 22.231 espectadores por jogo.

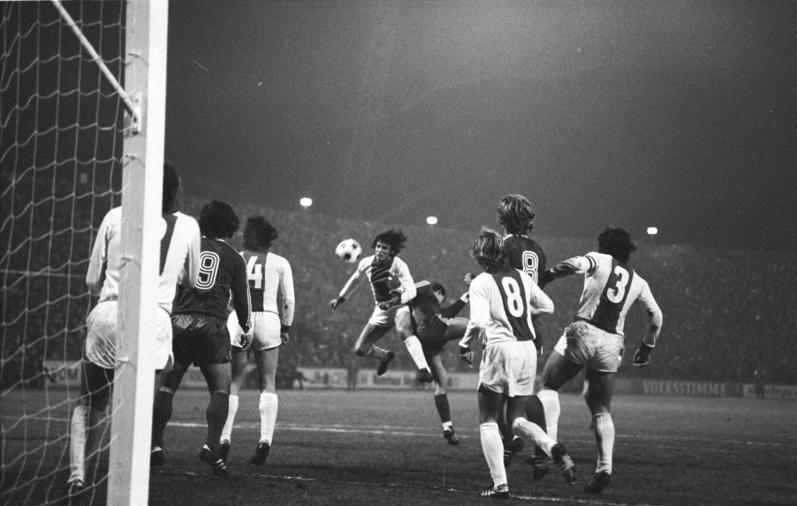
Confronto entre Magdeburg e Bayern de Munique em 1974

Na temporada seguinte, o time terminou novamente em terceiro. Já a campanha europeia terminou na segunda fase da Copa da Europa com uma perda agregada por 2 a 0 contra a Juventus. Na partida em casa, 50.000 espectadores prestigiaram a equipe. No entanto, o Magdeburg não terminaria a temporada sem um título, já que venceu sua quarta FDGB-Pokal com um 3 a 2 contra o FC Lokomotive Leipzig.
A temporada 1973-74 é geralmente considerada como a mais bem sucedida da história do 1. FC Magdeburg. Além de ganhar o seu segundo campeonato do leste alemão, comemorou o maior sucesso de sua história, quando venceu as Taças das Taças contra os titulares do Milan, vencendo-os por 2 a 0, no De Kuip, em Roterdã. O Magdeburg seria o único time do leste alemão a triunfar em uma competição europeia.
Na temporada seguinte, o time defendeu seu título na Oberliga com sucesso e superou seu comparecimento recorde, uma vez mais, com média de 22.923 espectadores. A Supercopa da Europa, que geralmente opunha os vencedores da Taça dos Vencedores das Taças e da Taça da Europa não ocorreu supostamente porque os envolvidos não tinham datas disponíveis. No entanto, foi sugerido que Bayern de Munique e Magdeburg duelassem na Taça dos Campeões Europeus, e o Bayern venceu os dois jogos.
Em 1976, Heinz Krugel foi dispensado de suas funções como gerente do 1. FC Magdeburg, pois caíra em desgraça com os quadros do Partido Socialista. Consideravam-no politicamente não confiável. Seu sucessor foi Klaus Urbanczyk. O Magdeburg não ganhou mais títulos no restante da década, mas sempre terminou entre os quatro primeiros. Na FGDB-Pokal, foi mais bem sucedido, vencendo a competição em 1978 e 1979, contra Dynamo Dresden por 1 a 0, e Dynamo BFC, 1 a 0 após prorrogação.
No fim dos anos 1970 o Magdeburg atuou contra equipes famosas nas competições europeias. Na Copa da UEFA, 1976-77, foi eliminado nas quartas de final contra a futura campeã, Juventus. Na temporada, 1977-78, da Copa da UEFA o time enfrentou o FC Schalke 04 e o bateu por 4 a 2 e 3 a 1, sendo a única equipe a bater o Schalke 04 em uma competição europeia em seu estádio, o Parkstadion. Entretanto, o Magdeburg foi eliminado nas quartas de final, novamente, pelo futuro campeão, PSV Eindhoven, que marcou seu gol decisivo, com apenas 90 segundos restantes no relógio.

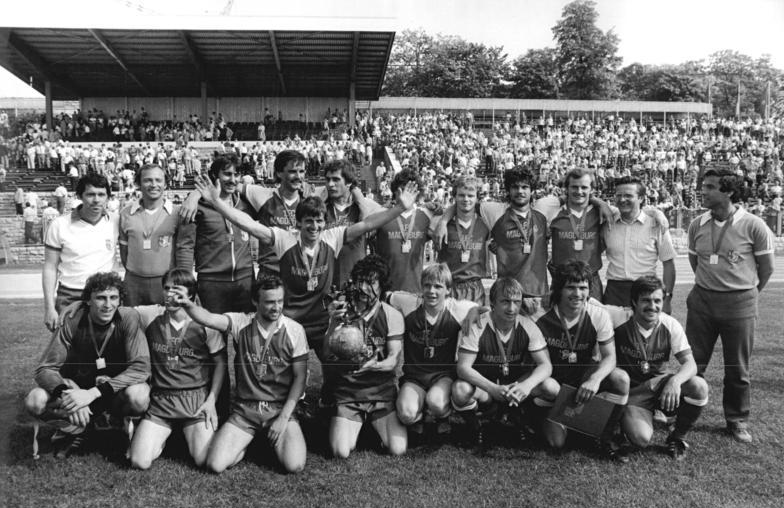
Elenco campeão em 1983 da FDGB-Pokal

Desde o final da década de 1970, o 1. FC Magdeburg não tivera muito sucesso na liga, além de uma terceira colocação em 1981. O declínio causou um efeito profundo na torcida. Enquanto até a temporada 1976-77 havia uma média de 18.000 espectadores ou até de até 45.000 contra o Dynamo Dresden ou FC Carl Zeiss Jena, a média caíra para meros 13.000 espectadores. 
Somente com a sétima conquista da FDGB-Pokal, em 1983, que a equipe voltou à ribalta. Cerca de 25.000 fãs o apoiaram no Berlim Stadion der Weltjugend contra o FC Karl-Marx-Stadt, um recorde de torcida fora de seu campo ainda hoje. No entanto, logo ficou claro que o Magdeburg perdera a sua posição entre os melhores clubes da Alemanha Oriental, Dynamo BFC, Dynamo Dresden e Lok Leipzig. Uma colocação para a disputa da Copa da UEFA passou a ser o único objetivo realista. Mas, mesmo na Taça UEFA, o time geralmente era eliminado nas primeiras fases, ainda que contra adversários respeitáveis como AC Torino, Borussia Mönchengladbach, FC Barcelona e Athletic Bilbao. A derrota em casa por 5 a 1 contra o Barcelona, com direito a três gols de Diego Maradona, demonstrou que a equipe já não era mais capaz de manter-se ao lado dos grandes clubes do futebol da Europa. Desde meados dos anos 1980, a participação diminuiu para cerca de 10.000 espectadores.
Somente na temporada 1989-1990 o 1. FC Magdeburg lutou pelo título do campeonato nacional até a última rodada. No entanto, a equipe perdeu o jogo decisivo contra o concorrente direto, Karl-Marx-Stadt, e terminou em terceiro lugar na tabela final.
Erros graves por parte da administração levaram o 1. FC Magdeburg a perder o contato com o futebol de alto nível. Depois do terceiro lugar, em 1990, as esperanças eram elevadas de que o time herdaria uma das vagas na Fußball-Bundesliga ou, pelo menos, na 2. Bundesliga na temporada 1990-91. No entanto, o clube não poderia compensar a perda do gerente, Joachim Streich, que se transferira para o Eintracht Braunschweig e um significativo número de jogadores, tais quais, Dirk Schuster, Wolfgang Steinbach, e só terminou em décimo. Nos play-offs de qualificação para a 2. Bundesliga o time não ganhou um único jogo e acabou na III Oberliga Nordost/Staffel Mitte. 
Na temporada 1992-93, o Magdeburg terminou em oitavo, mas ganhar a Copa Saxônia-Anhalt significava a qualificação para a DFB-Pokal, a Copa da Alemanha. o clube então defrontou o então partícipe da 2. Bundesliga, Wuppertaler SV Borussia, e o bateu por 8 a 7, nos pênaltis em um jogo dramático. Na terceira fase, o Bayer Leverkusen chegou a um esgotado Ernst-Grube-Stadion e triunfou batendo o Magdeburg por 5 a 1. Na temporada 1993-94 o time perdeu outra qualificação, terminando em sétimo porque fizera menos gols do que o Hertha Zehlendorf. A essa altura já estava relegado ao nível IV, terminando em décimo-segundo na Oberliga Nordost/Staffel Nord. Era a pior posição de sua história e uns meros 444 espectadores chegaram a ver os jogos, em média.
Em 1996-97, o Magdeburg foi movido para a Oberliga Nordost/Staffel Süd novamente. Nessa temporada, outra equipe da cidade, o Fortuna Magdeburg fora promovido a essa divisão, o que trouxe mais expectativas de público. Ambas as partidas, além do jogo chave contra o FSV Hoyerswerda foram assistidos por mais de 10.000 pessoas. O clube, portanto, obteve uma média de 3.000 espectadores naquela temporada. Eventualmente, o 1. FC Magdeburg poderia reafirmar a sua posição como o clube número um na cidade, terminando em primeiro lugar no campeonato e ganhar a promoção para a Regionalliga Nordost. Em 1997-98, o Magdeburg conseguiu ficar na Regionalliga, o terceiro nível, e ainda ganhar a Copa Saxônia-Anhalt. No ano seguinte, a equipe lutou pela promoção à 2 Bundesliga por um longo tempo, mas finalmente terminou em terceiro lugar, levantando esperanças de que seria capaz de se qualificar para a Regionalliga reduzida na temporada seguinte. No entanto, um décimo lugar significava o rebaixamento para o nível IV mais uma vez. A consolação só foi obtida através dos reservas que ganharam a Copa Saxônia-Anhalt pela terceira vez.
Magdeburg obteve uma temporada de muito sucesso em 2000-01. Não só o clube venceu o campeonato em estilo superior, marcando mais de 120 gols, mas também atingiu as quartas de final da DFB-Pokal. A campanha foi memorável. Bateu o 1. FC Köln, o Bayern de Munique e o Karlsruher SC, chegando às quartas para defrontar o Schalke 04. Além disso, conquistou sua quarta Copa Saxônia-Anhalt. Na promoção dos play-offs, o Magdeburg venceu seu antigo rival, Dynamo BFC, por 5 a 2 no placar agregado, mas em contrapartida, financeiramente estava em apuros. Para ser autorizado a jogar, foi obrigado a levantar 5 milhões de marcos alemães. Uma unidade de doação de dois dias iniciada pelos fãs reuniu um milhão de Marks. O montante restante foi emprestado por dois bancos.
O time conseguiu se manter no campeonato, terminando em décimo-segundo, com uma média de 4.500 espectadores, mas em junho de 2002, foi à falência. A situação o levou ao nível IV. Quase todos os atletas se foram e o 1. FC Magdeburg teve que suprir o buraco na temporada seguinte com atletas reservas e jovens. O jovem time terminou em décimo na Oberliga Nordost-Süd e conquistou a Copa Saxônia-Anhalt pela quinta vez. Apesar dessa evolução negativa, a frequência média de público continuou no mesmo nível.
Depois de quase se extinguir, seu conselho foi reestruturado e começou a trabalhar em uma reconstrução lenta, mas constante. Em 2004, a cidade de Magdeburg resolveu construir um novo estádio, o que significa que 1. FC Magdeburg deveria se mudar para o Germer Heinrich, bem menor. A reconstrução paciente trouxe resultados. O time foi promovido à Regionalliga Nord em 2006. Além disso, venceu a Copa Saxônia-Anhalt pela sexta vez.
Na temporada 2006-07 na Regionalliga Nord o time tinha o simples objetivo de não sofrer o rebaixamento e definir a base para a qualificação para a nova terceira Liga, na temporada 2007-08. Em dezembro de 2006 mudou-se para seu novo estádio, aumentando drasticamente a capacidade de público. Tendo seus fãs como suporte, o Magdeburg começou uma série de grandes resultados após a pausa de inverno que abriu a oportunidade de ganhar a promoção para a 2. Bundesliga, um feito de dois acessos consecutivas que apenas FC Gütersloh e FC Carl Zeiss Jena haviam conseguido. Mas, apesar de uma vantagem de cinco pontos sobre o terceiro colocado a três rodadas do final da temporada, acabou por terminar em um decepcionante terceiro lugar. A Copa Saxônia-Anhalt foi vencida pelos reservas. Na temporada seguinte, o clube perdeu a qualificação para a 3. Liga recém-criada. Depois de conquistar 24 pontos em 21 partidas, a diretoria demitiu o gerente Dirk Heyne e o substituiu por Paulo Linz. A medida foi positiva. O time estava perto do acesso ao terceiro nível recém-criado. Mas uma derrota em casa para o Rot-Weiß Essen acabou destruindo todas as esperanças de qualificação e o Magdeburg terminou em décimo-primeiro, atrás do Eintracht Braunschweig no critério de saldo de gols. A média de público, no entanto, permaneceu alta durante toda a temporada, 11.800 espectadores. 

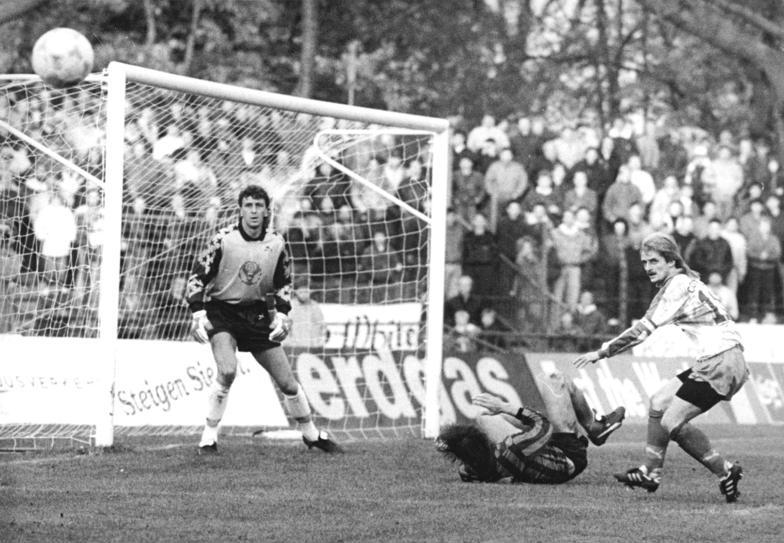
Dirk Heyne no gol em um empate em 0 a 0 contra o Energie Cottbus

Na primeira temporada na nova Regionalliga Nord, transformada no nível quatro, a diretoria Magdeburg chegou à conclusão de que a promoção imediata não estaria mesmo nos planos. Contando apenas com um jogador com contrato válido para a nova liga, o clube foi forçado a trazer um grande número de novos atletas. Especialmente no meio-campo praticamente nenhum da temporada anterior foi mantido. A tarefa para o gerente Linz era excepcionalmente difícil. Mas, apesar de ter o desafio de formar uma equipe a partir do zero, a maioria dos gestores considerava o time como principal candidato para o acesso. Depois de uma queda para o quarto lugar, em março, o gerente Paul Linz foi demitido e o ex-jogador Steffen Baumgart foi chamado para ser seu sucessor. Baumgart assinou um contrato até junho de 2009. 
Apesar da campanha medíocre no campeonato, o contrato de Baumgart foi estendido até junho de 2010. O acesso ainda era o alvo, mas após a pausa de inverno, o distanciamento até a zona de promoção tinha aumentado tanto que o conselho demitiu o gerente. Carsten Müller foi nomeado interino com o objetivo de, pelo menos, conquistar a Landespokal, o que não foi alcançado. Para a temporada seguinte, Ruud Kaiser foi nomeado gerente e encarregado de construir um elenco capaz de ganhar o campeonato em dois anos. No entanto, após uma série de maus resultados, o clube ficou perigosamente perto do rebaixamento, Kaiser foi demitido e sucedido por Wolfgang Sandhowe. 
Sandhowe ficou como gerente para a temporada seguinte, mas não foi capaz de obter resultados. Por isso, ele foi substituído pelo assistente Ronny Thielemann em outubro. A seqüência contínua de maus resultados levou à demissão de Thielemann. Detlef Ullrich assumiu a função em 26 de março, com Thielemann trabalhando como assistente. Para o fim de abril, o clube apresentou Andreas Petersen como gerente para a temporada seguinte e em 3 de maio anunciou que Detlef Ullrich tinha sido dispensado de todas as funções, com Carsten Müller novamente servindo como gerente interino para os restantes três jogos.

## Títulos
| Continentais | Continentais                           | Continentais | Continentais                              |
|              | Competição                             | Títulos      | Temporadas                                |
| ------------ | -------------------------------------- | ------------ | ----------------------------------------- |
|              | Recopa Europeia da UEFA                | 1            | 1974                                      |
| Nacionais    |                                        |              |                                           |
|              | Competição                             | Títulos      | Temporadas                                |
|              | Campeonato Alemão-Oriental             | 3            | 1972, 1974 e 1975                         |
|              | FDGB-Pokal (Copa da Alemanha Oriental) | 7*           | 1964, 1965, 1969, 1973, 1978, 1979 e 1983 |
|              | 3. Liga (Terceira Divisão Alemã)       | 2            | 2017-18 e 2021-22                         |
|              | Total (Nacionais + Internacionais)     | 13           |                                           |

* Recorde compartilhado com o SG Dynamo Dresden.
Outras conquistas:
- Saxony-Anhalt Cup: 13 (Recorde)
  - Campeão: 1993, 1998, 2000, 2001, 2003, 2006, 2007, 2009, 2013, 2014, 2017, 2018, 2022;
  - Vice-campeão: 1994, 2008, 2016;

## Cronologia recente
| Liga          | Divisão | Temporada | Posição | Pontos | Meta   | Público |
| Oberliga      | IV.     | 1994-95   | 12º     | 25:35  | 50:53  | 444     |
| Oberliga      | IV.     | 1995-96   | 9º      | 40     | 46:59  | 608     |
| Oberliga      | IV.     | 1996-97   | 1º      | 63     | 63:20  | 3.457   |
| Regionalliga  | III.    | 1997-98   | 12º     | 39     | 60:65  | 2.344   |
| Regionalliga  | III.    | 1998-99   | 3º      | 64     | 55:35  | 2.270   |
| Regionalliga  | III.    | 1999-00   | 10º     | 47     | 64:44  | 2.367   |
| Oberliga      | IV.     | 2000-01   | 1º      | 82     | 120:30 | 2.865   |
| Regionalliga  | III.    | 2001-02   | 12º     | 43     | 54:54  | 4.669   |
| Oberliga      | IV.     | 2002-03   | 10º     | 42     | 36:47  | 2.370   |
| Oberliga      | IV.     | 2003-04   | 3º      | 62     | 51:16  | 2.836   |
| Oberliga      | IV.     | 2004-05   | 5º      | 58     | 59:33  | 1.727   |
| Oberliga      | IV.     | 2005-06   | 1º      | 67     | 62:17  | 3.244   |
| Regionalliga  | III.    | 2006-07   | 3º      | 60     | 52:41  | 8.064   |
| Regionalliga  | III.    | 2007-08   | 11º     | 53     | 39:37  | 11.800  |
| Regionalliga  | IV.     | 2008-09   | 4º      | 59     | 50:36  | 8.626   |
| Regionalliga  | IV.     | 2009-10   | 6º      | 51     | 57:38  | 5.492   |
| Regionalliga  | IV.     | 2010-11   | 12º     | 41     | 37:46  | 4.586   |
| Regionalliga  | IV.     | 2011-12   | 18º     | 29     | 23:43  | 4.063   |
| Regionalliga  | IV.     | 2012-13   | 6º      | 45     | 42:41  | 5.203   |
| Regionalliga  | IV.     | 2013-14   | 2º      | 58     | 71:39  | 5.482   |
| Regionalliga  | IV.     | 2014-15   | 1º      | 60     | 61:22  | 8.576   |
| Dritte Liga   | III.    | 2015-16   | 4º      | 56     | 49:37  | 18.393  |
| Dritte Liga   | III.    | 2016-17   | 4º      | 63     | 53:36  | 17.149  |
| Dritte Liga   | III.    | 2017-18   | 1º      | 85     | 70:32  | 18.231  |
| 2. Bundesliga | II.     | 2018-19   | 17º     | 31     | 35:53  | 20.224  |
| Dritte Liga   | III.    | 2019-20   | 14º     | 47     | 49:42  | 11.531  |
| Dritte Liga   | III.    | 2020-21   | 11º     | 51     | 42:45  | 963     |
| Dritte Liga   | III.    | 2021-22   | 1º      | 78     | 83:39  | 16.682  |
| 2. Bundesliga | II.     | 2022-23   | 11º     | 43     | 48:55  | 22.604  |
| 2. Bundesliga | II.     | 2023-24   | 14º     | 38     | 46:54  | 25.060  |
| 2. Bundesliga | II.     | 2024-25   | 5º      | 53     | 64:52  | 25.283  |

## Jogadores célebres
- Jürgen Sparwasser: 57 presenças na seleção da Alemanha Oriental (1969-1977). É considerado um herói pelo seu gol contra a Alemanha Ocidental durante a Copa do Mundo de 1974.
- Martin Hoffmann: 66 presenças na seleção da Alemanha Oriental, campeão olímpico, em 1976, em Montreal.
- Jürgen Pommerenke: 57 presenças na seleção da Alemanha Oriental.
- Joachim Streich: 102 presenças na Seleção da Alemanha Oriental.
- Wolfgang Steinbach: 28 presenças na Seleção da Alemanha Oriental.
- Dirk Stahmann: 46 presenças na Seleção da Alemanha Oriental.

## Fonte
- Vereinslexikon, Hardy Grüne, AGON, 2001, Seite 215, ISBN 3-89784-147-9